# 무민 더 무비
《무민 더 무비》(핀란드어: Muumit Rivieralla)는 2014년 개봉된 핀란드의 애니메이션 영화이다. 프랑스 출신 애니메이터 그자비에 피카르가 감독했다.

## 출연
- 크리스토퍼 검머러스 - 무민 역
- 마리아 시드 - 무민 마마 역
- 매츠 랑백카 - 무민 파파 역
- 알마 포이스티 - 스노크 메이든 역
- 라그니 그뢴블롬 - 리틀 미이 역
- C.G. 웬젤 - 스너프킨 역
- 카를 크리스티안 룬드만 - 마퀴스 몬가가 역

- 영어 더빙
- 러셀 토비 - 무민 역
- 트레이시 앤 오버먼 - 무민 마마 역
- 너새니얼 파커 - 무민 파파 역
- 루스 깁슨 - 리틀 미이 역
- 스테파니 위니키 - 스노크 메이든 역
- 도미닉 프리스비 - 스너프킨 역
- 필립 스몰리코스키 - 마퀴스 몬가가 역

- 한국어 더빙
- 배진홍 - 무민 역
- 곽윤상 - 무민 파파 역
- 최하나 - 무민 마마 역
- 김경희 - 스노크 메이든 역
- 이소은 - 리틀 미이 역
- 남도형 - 스너프킨 역